# Port de Veere
Le port de Veere (estonien : Veere sadam, code EE VEE  est un port à Veeremäe dans le Comté de Saare en Estonie.

## Présentation
Le port est situé dans le village de Veeremäe, près de la baie Tagalaht. 
Le port est géré par la société AS Veere Sadam. 
Le capitaine du port est Rein Mäots.